# Царь Эдип (фильм)
«Царь Эдип» (итал. «Edipo re») — фильм Пьера Паоло Пазолини 1967 года по мотивам одноимённой трагедии Софокла.

## Сюжет
Две сюжетные линии фильма протекают в современное время и в древней Греции.
XX век. В итальянской семье рождается мальчик. Отец, наблюдая, как мать привязана к ребёнку, мучится ревностью, уносит мальчика и бросает его в пустыне. Действие переносится в античное время, и сюжет повествует несколько видоизменённую Пазолини классическую трагедию Софокла.
Ребёнок спасён от смерти и попадает ко двору правителей Коринфа — Полиба и Меропы. Бездетные супруги воспитали мальчика при царском дворе как собственного сына и дали ему имя Эдип. Юноша Эдип узнаёт пророчество оракула — он убьёт своего отца и женится на своей матери. Эдип не знает, что Полиб и Меропа только его приёмные родители, и покидает Коринф, пытаясь убежать от страшного пророчества.
По дороге в Фивы Эдип случайно встречает незнакомца (оказавшегося его отцом Лаем). Между ними происходит размолвка, и Эдип его убивает. Пройдя через несколько испытаний, Эдип становится царём и в неведении женится на царице Фив Иокасте (своей настоящей матери). Пророчество сбывается. Иокаста кончает жизнь самоубийством. Потрясённый Эдип, которому раскрыта правда, выкалывает себе глаза.
Фильм заканчивается снова в современном мире. Ослепший Эдип возвращается в то место, где он родился.

## В ролях
- Франко Читти — Эдип
- Сильвана Мангано — Иокаста
- Алида Валли — Меропа
- Кармело Бене — Креон
- Джулиан Бек — Тиресий
- Нинетто Даволи — Ангелос
- Лучано Бартоли — Лаий
- Ахмед Белашми — Полиб
- Пьер Паоло Пазолини — верховный жрец

## Премии и призы
- 1968 — приз «Серебряная лента» итальянской ассоциации киножурналистов.